# Philipp Jenke
Philipp Jenke (* 1978) ist ein deutscher Informatiker und Hochschullehrer.

## Leben
Jenke schloss seine Schulbildung 1998 mit dem Abitur ab, welches er am Johann-Rist-Gymnasium in Wedel bei Hamburg bestand. Zwischen 1999 und 2005 durchlief er an der Eberhard Karls Universität Tübingen, der California State University, Hayward (später California State University, East Bay) in den Vereinigten Staaten sowie am Max-Planck-Institut für Informatik in Saarbrücken den Studiengang Informatik mit Schwerpunkt Medienwissenschaft/Medienpraxis. An der Universität Tübingen wurde 2009 seine Doktorarbeit angenommen, in der er sich mit dem Thema Oberflächenrekonstruktion befasste.
Von 2010 bis 2013 war Jenke in der freien Wirtschaft als Softwareentwickler tätig. 2013 trat er am Fachbereich Informatik der Hochschule für Angewandte Wissenschaften (HAW) in Hamburg eine Professorenstelle für Softwareentwicklung an.
Zu seinen Schwerpunkten in Lehre und Forschung zählen die agile Softwareentwicklung, der Themenbereich Oberflächenrekonstruktion, Programmiertechnik und -methodik, die Bereiche Algorithmen und Datenstrukturen und Computergrafik.